# Fabrice Piemontesi

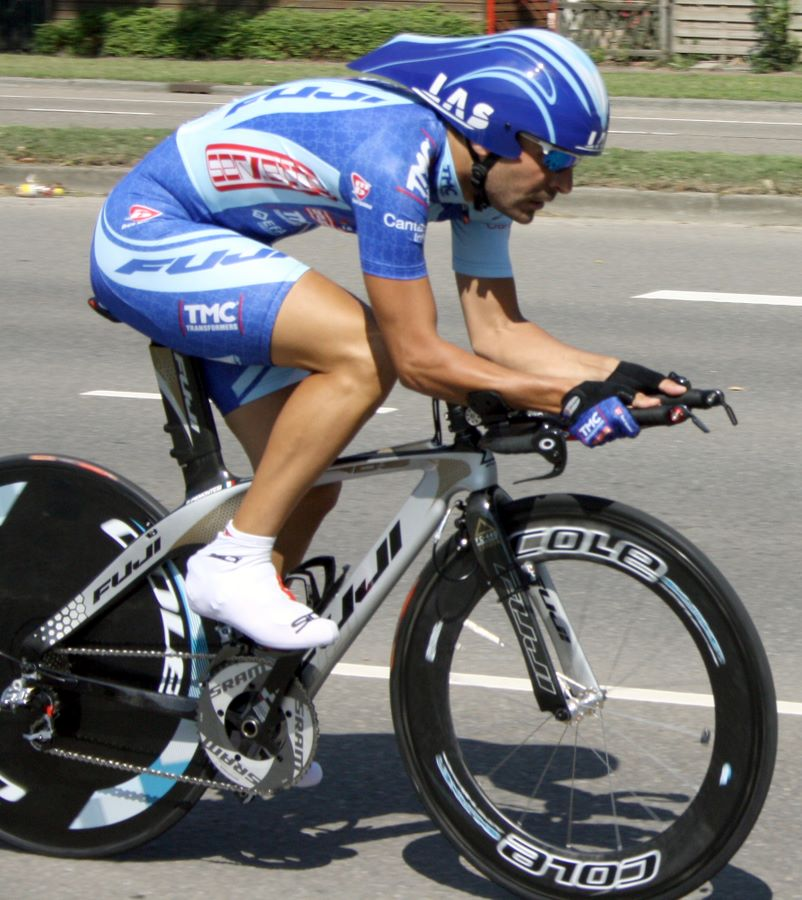
Fabrice Piemontesi

Fabrice Piemontesi es un ciclista profesional italiano nacido el 16 de agosto de 1983 en la localidad de Sion (Suiza).
Debutó como profesional el año 2007 con el modesto equipo irlandés Tenax.
En 2009 pasó a la élite del ciclismo mundial al fichar por el equipo Fuji-Servetto, perteneciente al circuito UCI ProTour.

## Palmarés
No ha conseguido victorias como profesional.

## Equipos
- Tenax (2007)
- NGC Medical-OTC Industria Porte (2008)
- Team Piemonte (2009)
- Fuji-Servetto (2009)
- Serramenti PVC Diquigiovanni-Androni Giocattoli (2010)